# Primulaceae
Famille
Classification APG III (2009)
Les Primulaceae (Primulacées en français) sont une famille de plantes à fleurs dicotylédones de l'ordre des Ericales, selon la classification phylogénétique, qui comprend 1 000 espèces réparties en une vingtaine de genres.
Ce sont des plantes herbacées, le plus souvent pérennes, souvent rhizomateuses ou tubéreuses des régions froides à tropicales. Cette famille est particulièrement présente dans les régions tempérées de l'hémisphère nord.
Parmi les genres recensés, on peut citer en France métropolitaine :
- Anagallis, avec les mourons rouges, Cyclamen, et Lysimachia
- Androsace
- Primula, les primevères élevées, communes et les coucous
- Soldanella avec la soldanelle des Alpes.

## Étymologie
Le nom vient du genre type Primula, du latin Primulus, « tout premier », sous-entendu ver - veris « du Printemps », nom vernaculaire traditionnel de ces plantes en français et en italien.

## Classification
Les contours de cette famille sont encore en discussion (en particulier les liens avec la famille voisine des Myrsinacées).
La classification phylogénétique APG (1998) situe cette famille dans l'ordre des Ericales et la réduit aux genres suivants :
- Androsace, Bryocarpum, Cortusa, Dionysia, Dodecatheon, Hottonia, Kaufmannia, Omphalogramma, Pomatosace, Primula, Soldanella, Vitaliana.

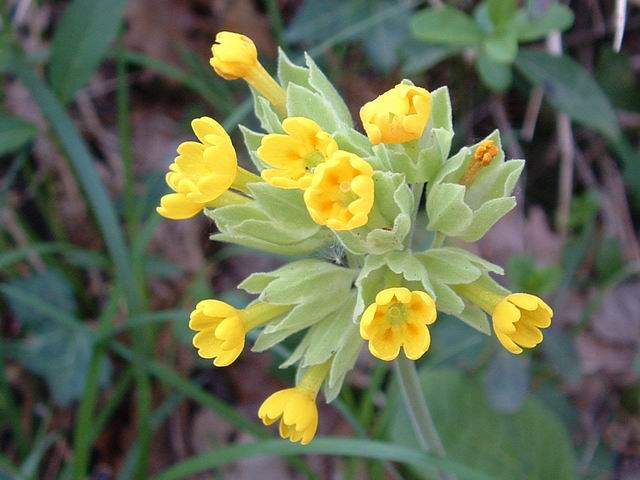
Primula veris.
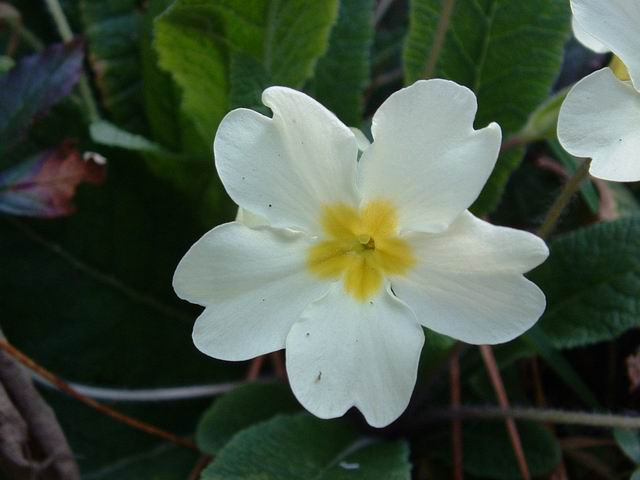
Primula vulgaris.
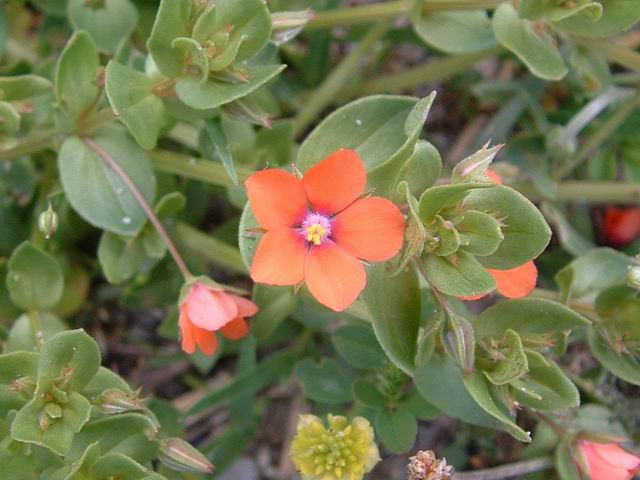
Anagallis arvensis.

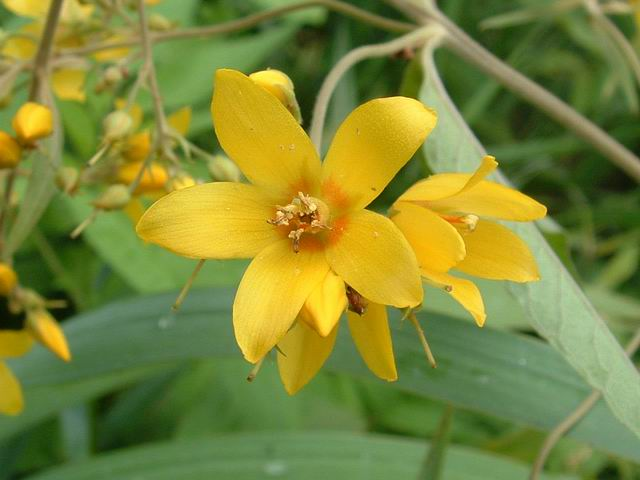
Lysimachia vulgaris.
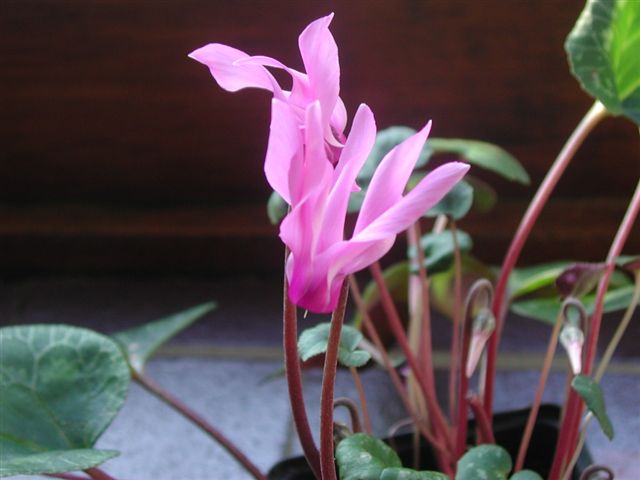
Cyclamen persicum.
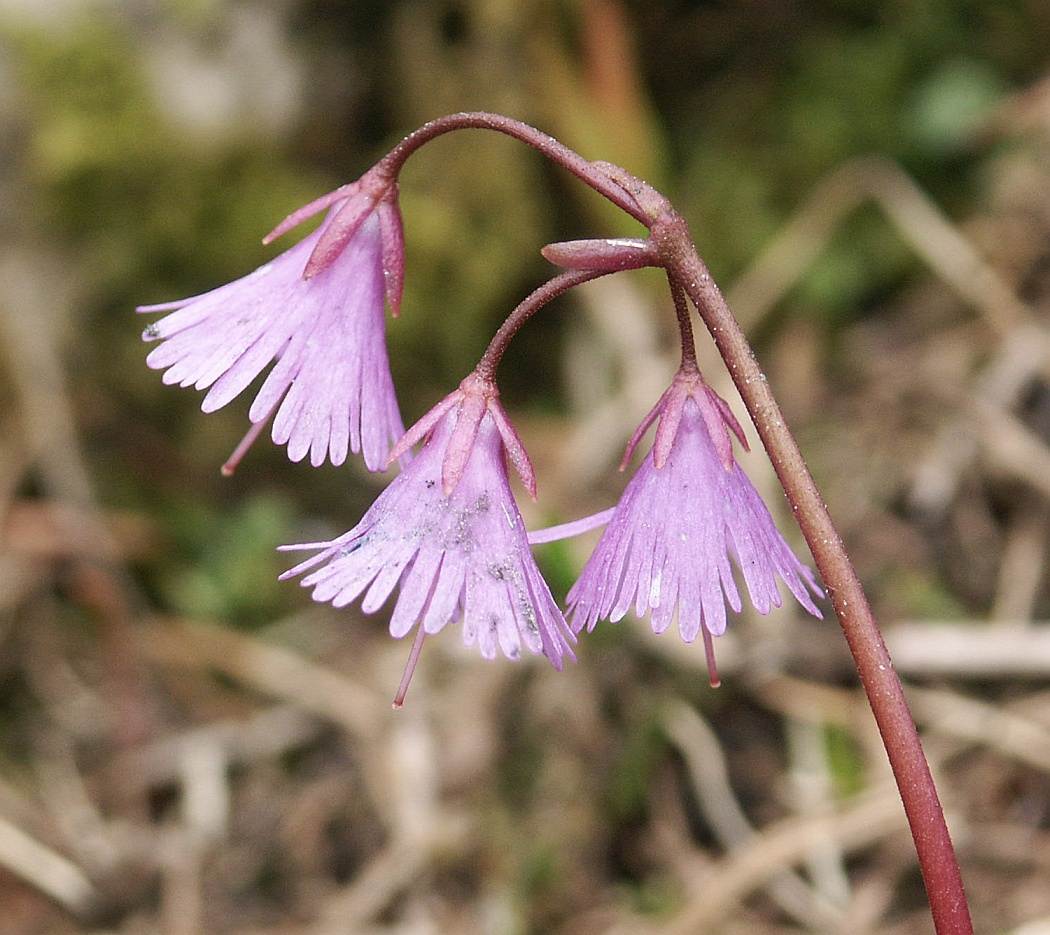
Soldanella alpina.

## Liste des genres
La classification phylogénétique APG III (2009) inclut dans cette famille les genres précédemment placés dans les familles Maesaceae, Myrsinaceae, Theophrastaceae.
Selon Angiosperm Phylogeny Website (30 juin 2010) :
- Androsace
- Bryocarpum
- Cortusa
- Dionysia
- Dodecatheon
- Hottonia
- Kaufmannia
- Omphalogramma
- Pomatosace
- Primula
- Soldanella
- Vitaliana

Selon NCBI (30 juin 2010) (Plus conforme à APGIII puisqu'il incorpore les genres anciennement dans Maesaceae, Myrsinaceae, Theophrastaceae) :
- Aegiceras
- Anagallis
- Androsace
- Ardisia (anciennement dans Myrsinaceae)
- Ardisiandra
- Asterolinon
- Bonellia
- Bryocarpum
- Centunculus
- Clavija (anciennement dans Theophrastaceae)
- Coris
- Cortusa
- Cyclamen
- Deherainia (anciennement dans Theophrastaceae)
- Dionysia
- Dodecatheon
- Douglasia
- Elingamita
- Embelia (anciennement dans Myrsinaceae)
- Geissanthus
- Glaux
- Grammadenia (anciennement dans Myrsinaceae)
- Heberdenia
- Hottonia
- Hymenandra
- Jacquinia (anciennement dans Theophrastaceae)
- Labisia
- Lysimachia
- Maesa (anciennement dans Maesaceae ou Myrsinaceae)
- Myrsine (anciennement dans Myrsinaceae)
- Neomezia (anciennement dans Theophrastaceae)
- Omphalogramma
- Oncostemum
- Parathesis (anciennement dans Myrsinaceae)
- Pelletiera
- Pleiomeris
- Pomatosace
- Primula
- Rapanea (anciennement dans Myrsinaceae)
- Samolus
- Soldanella
- Sredinskya
- Stimpsonia
- Stylogyne (anciennement dans Myrsinaceae)
- Theophrasta (anciennement dans Theophrastaceae)
- Trientalis
- Vitaliana
- Votschia

Selon DELTA Angio (30 juin 2010) :
- Anagallis
- Androsace
- Ardisiandra
- Bryocarpum
- Cortusa
- Cyclamen
- Dionysia
- Dodecatheon
- Glaux
- Hottonia
- Kaufmannia
- Lysimachia
- Omphalogramma
- Pelletiera
- Pomatosace
- Primula
- Samolus
- Soldanella
- Stimpsonia
- Trientalis

Selon ITIS (30 juin 2010) :
- Anagallis L.
- Androsace L.
- Centunculus
- Cyclamen L.
- Dodecatheon L.
- Douglasia Lindl.
- Glaux L.
- Hottonia L.
- Lysimachia L.
- Nicropyxis
- Primula L.
- Samolus L.
- Trientalis L.